# 할란드

할란드의 문장

할란드의 위치

할란드(스웨덴어: Halland)는 스웨덴 남부 예탈란드 지역을 구성하는 지방 가운데 하나로 면적은 4,796km2, 인구는 303,895명(2009년 기준)이다. 북쪽으로는 베스테르예틀란드 지방, 동쪽으로는 스몰란드 지방, 남쪽으로는 스코네 지방과 접하며 서쪽으로는 카테가트 해협과 접한다. 스웨덴 서부 연안에 위치하며 할란드주가 이 지방에 속한다. 지방을 상징하는 꽃은 양골담초, 동물은 연어이다.